# Micrathena duodecimspinosa
Micrathena duodecimspinosa là một loài nhện trong họ Araneidae.
Loài này thuộc chi Micrathena. Micrathena duodecimspinosa được Octavius Pickard-Cambridge miêu tả năm 1890.